# Parameter (semantik)
Parameter är ett semantiskt begrepp som bäst kan exemplifieras med hjälp av vissa adjektiv och därav avledda substantiv. Jfr satserna:
Huset är högt (= Huset har ansenlig höjd)
Huset är tre meter högt (= Huset har en höjd av tre meter)
I det senare exemplet, men inte i det förra, betecknar adjektivet hög en parameter, samma parameter som betecknas med substantivet höjd i båda exemplen. I vissa språk, till exempel ryskan, kan man, om man avser parameterbetydelsen, bara använda motsvarande substantiv. Obs. att det är "plussidan" av skalan som kommer till användning för att beteckna parametern: även om huset är mycket lågt används orden hög, höjd. I några få fall kan parametern uttryckas med ett verb: kosta, väga, mäta. Dessa uppfattas som intransitiva, trots att objektspositionen egentligen är fylld, nämligen med måttsuttrycket.
I många fall råder inte samma regelbundna morfologiska relation mellan uttrycken som i ovan anförda exempel. Jfr gammal / ålder, dyr / pris (kosta), värdefull / värde etc. Jfr även storhet och storlek. När parametern är självklar kan den utelämnas, till exempel en orm på tre meter, Hon är en och femti i strumplästen. Parametern kan också vara implicit i måttsenheten, till exempel en fisk på fyra kilo.